# Lost Planet: Extreme Condition
Lost Planet: Extreme Condition – gra komputerowa z gatunku strzelanek trzecioosobowych stworzona przez Capcom na platformy Playstation 3, Xbox 360 i Microsoft Windows. Gra była tworzona przez Keiji Inafune, twórcę gier Onimusha i serii Mega Man. Gracz ma możliwość pilotowania mecha oraz eksploracji świata gry na nogach. Rolę głównego bohatera, Wayne'a, zagrał koreański aktor Lee Byung-Hun. Lost Planet zostało wydane 12 stycznia 2007 roku w Ameryce Północnej i regionach PAL. Lost Planet: Trag Zero, prequel, który skoncentruje się na postaci Gale'a, ojca Wayne'a, jest spodziewany do wydania na telefony komórkowe.
Wydanie Lost Planet: Extreme Condition na komputery osobiste z systemem Microsoft Windows zostało wydane w czerwcu 2007 roku w Europie i Ameryce Północnej. Wersja dla systemu Windows Vista obsługuje DirectX 10 i poprawioną grafikę. Demo gry na komputery osobiste w wersjach dla DirectX 9 i DirectX 10 zostało wydane 15 maja 2007 roku.

## Fabuła
Fabuła gry opiera się w głównej mierze na amnezji głównego bohatera o imieniu Wayne. Historia zaczyna się jednak wcześniej. Ludzkość w poszukiwaniu nowych planet natrafia na E.D.N III, na której panują ekstremalne warunki. Postanawia jednak wybudować na niej kolonię ze względu na odnalezione tam pokłady thermal energy (T-ENG). Jak się okazuje planetę zamieszkuje również rasa obcych (Akrid). 
Wayne, który jest w stanie amnezji, pamięta jedynie, że jeden z Akridów zwany Green Eye zamordował jego ojca. W poszukiwaniu zemsty postanawia przyłączyć się do grupy Snow Pirates.

## Rozgrywka
Gra skupia się głównie na walce. Ponadto w grze można kontrolować różnego rodzaju V-S (mechy). Widok w grze jest to „widok z trzeciej osoby”. 
Tryb wieloosobowy dostępny jest przez Xbox Live i zawiera 4 różne tryby gry: Team Elimination, Elimination, Fugitive i Post Grab. Grać można do 16 osób w meczach towarzyskich i rankingowych. Ponadto Capcom prowadzi rankingi. Po każdej walce gracz dostaje punkty doświadczenia, dzięki którym może awansować na wyższy poziom i odblokować nowe postaci.

## Edycja limitowana
Wydano również edycję limitowaną gry, która zawiera książkę ze szkicami z gry i dodatkową mapą do gry wieloosobowej. W edycji limitowanej dostępna jest też płyta CD, zawierająca całą ścieżkę dźwiękową gry w formacie MP3, razem z tapetami i trzema cut-scenkami w formacie QuickTime, nazwanymi „webizodami”.